# Místní akční skupina Stolové hory
Místní akční skupina (MAS) Stolové hory, z. s., je jednou z mnoha místních akčních skupin, které v Česku působí. Smyslem jejich založení je rozvoj venkova, mimo jiné prostřednictvím dotací. Výhodou těchto dotací je, že jsou vyhrazeny pouze pro území, kde MAS působí. O dotaci se tudíž uchází menší množství žadatelů, je snadnější ji získat.
MAS Stolové hory  je spolek zaměřený na podporu a rozvoj regionů Hronovska, Policka a města Náchod. Působí tedy na území od Náchoda po Pěkov a od Stárkova po Žďárky. Spolek byl zaregistrován v březnu 2012 a administrativně jej tvoří 14 obcí, z toho 4 mají status města a 2 městyse. MAS Stolové hory sdružuje více než 50 členů. Jsou mezi nimi obce, podnikatelé, zemědělci, neziskové organizace a další místní občané. V roce 2018 žilo na území MAS Stolové hory 37 999 obyvatel.
MAS Stolové hory v současné době provádí dva velké projekty. Realizaci Strategie komunitně vedeného místního rozvoje (SCLLD), který je podrobněji představena v části Rozvoj a dotace, a Místní akční plán vzdělávání (MAP), který je podrobněji představen v kapitole Rozvoj vzdělávání.
Název Stolové hory byl navržen a přijat s ohledem na to, že stolové hory s pískovcovými skalními městy jsou charakteristickým znakem celého území, přičemž se na jeho území nejen nacházejí (Ostaš), ale zároveň ho i ohraničují (Bor, Hejšovina). Region otevírá vstup do Broumovského výběžku, který je lemován Krkonošemi a Orlickými horami. Více než 73% území MAS Stolové hory spadá do CHKO Broumovsko.

## Územní působnost
- Bezděkov nad Metují
- Bukovice
- Česká Metuje
- Hronov
- Machov
- Náchod
- Police nad Metují
- Stárkov
- Suchý Důl
- Velké Petrovice
- Velké Poříčí
- Vysoká Srbská
- Žďár nad Metují
- Žďárky

## Rozvoj a dotace
Cílem MAS Stolové hory je rozvíjet region, ve kterém působí. A proto je nezbytné toto území dokonale znát, vědět, co místním obyvatelům chybí a jaké jsou jejich představy o fungování regionu. Základní vizí je, aby region byl příjemným místem pro život, respektujícím své přírodní a kulturní dědictví. Územím s dostatečně dostupnou infrastrukturou a službami, nabízející pracovní uplatnění, místem s fungujícím podnikatelským prostředím, využívajícím také potenciál udržitelného cestovního ruchu, jímž území disponuje.
Základem pro rozvoj každého území je strategické plánování, aby rozvoj byl koordinovaný a vedl ke spokojenosti většiny obyvatel. Proto je vytvořena strategie komunitně vedeného místního rozvoje (SCLLD), v rámci které jsou pak podporovány aktivity vedoucí k naplňování již zmíněné vize. Prozatím byla vytvořena SCLLD na programové období 2014–2020 a momentálně se připravuje další SCLLD na následující období v letech 2021–2027.
Na základě SCLLD jsou v rámci rozvoje regionu přerozdělovány finanční prostředky získané z fondů EU na projekty v oblastech zemědělství, životního prostředí, občanské vybavenosti, podnikání nebo zaměstnanosti. V rámci SCLLD na období let 2014 až 2020 bylo do území získáno více než 95 milionů korun. Na fotky některých projektů je možné se podívat na konci této kapitoly.

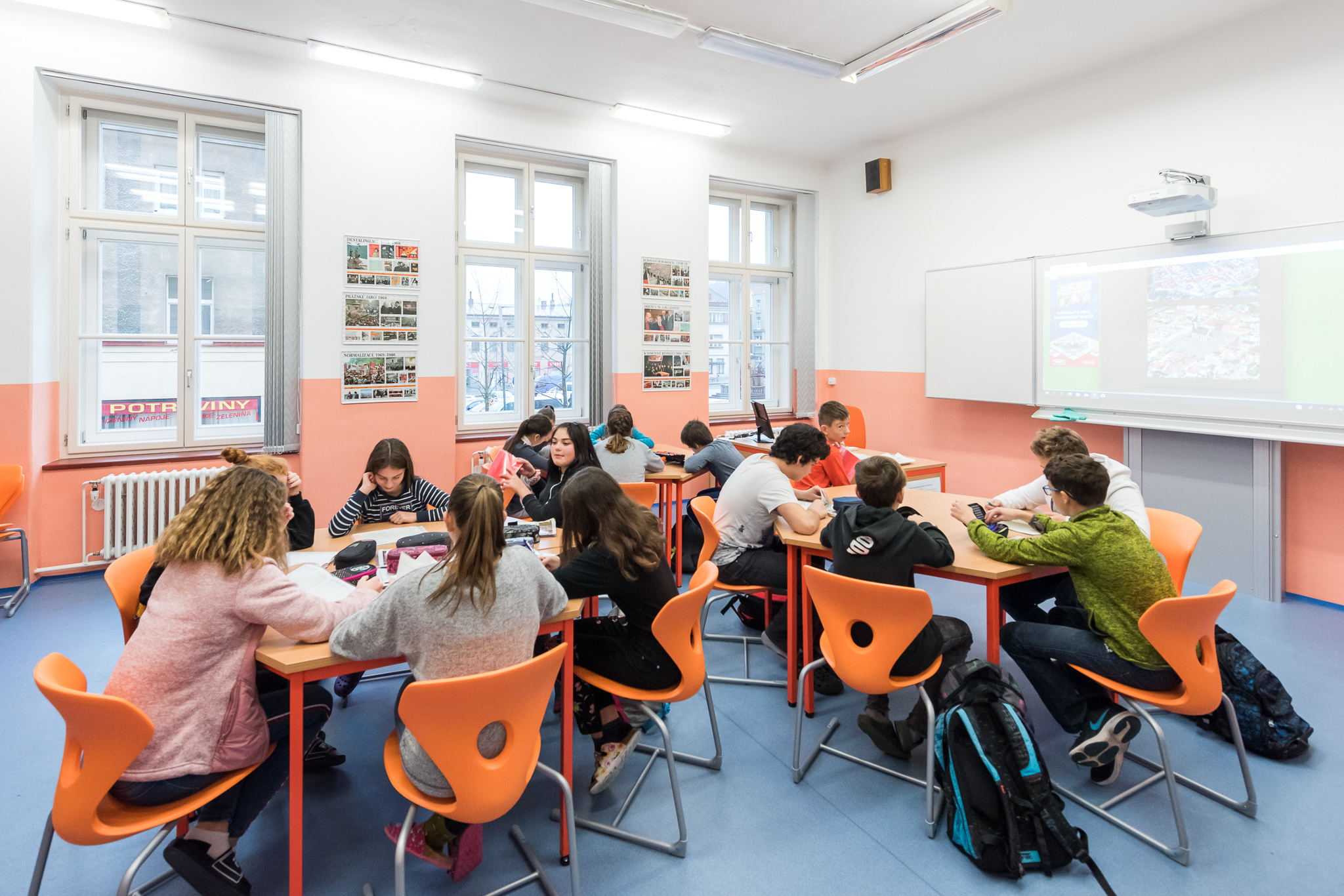
Modernizovaná učebna v ZŠ Hronov
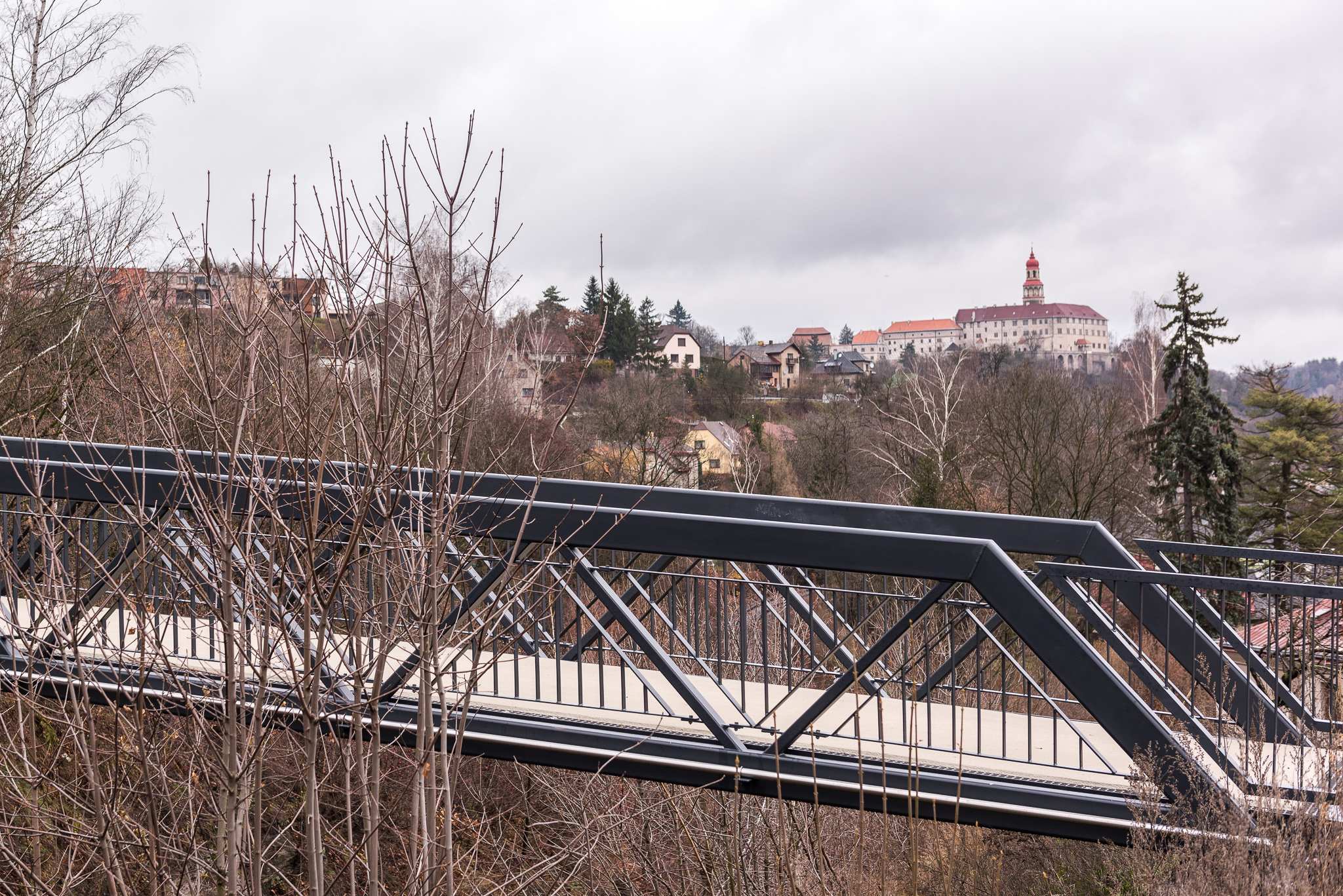
Lávka přes železniční trať v Náchodě
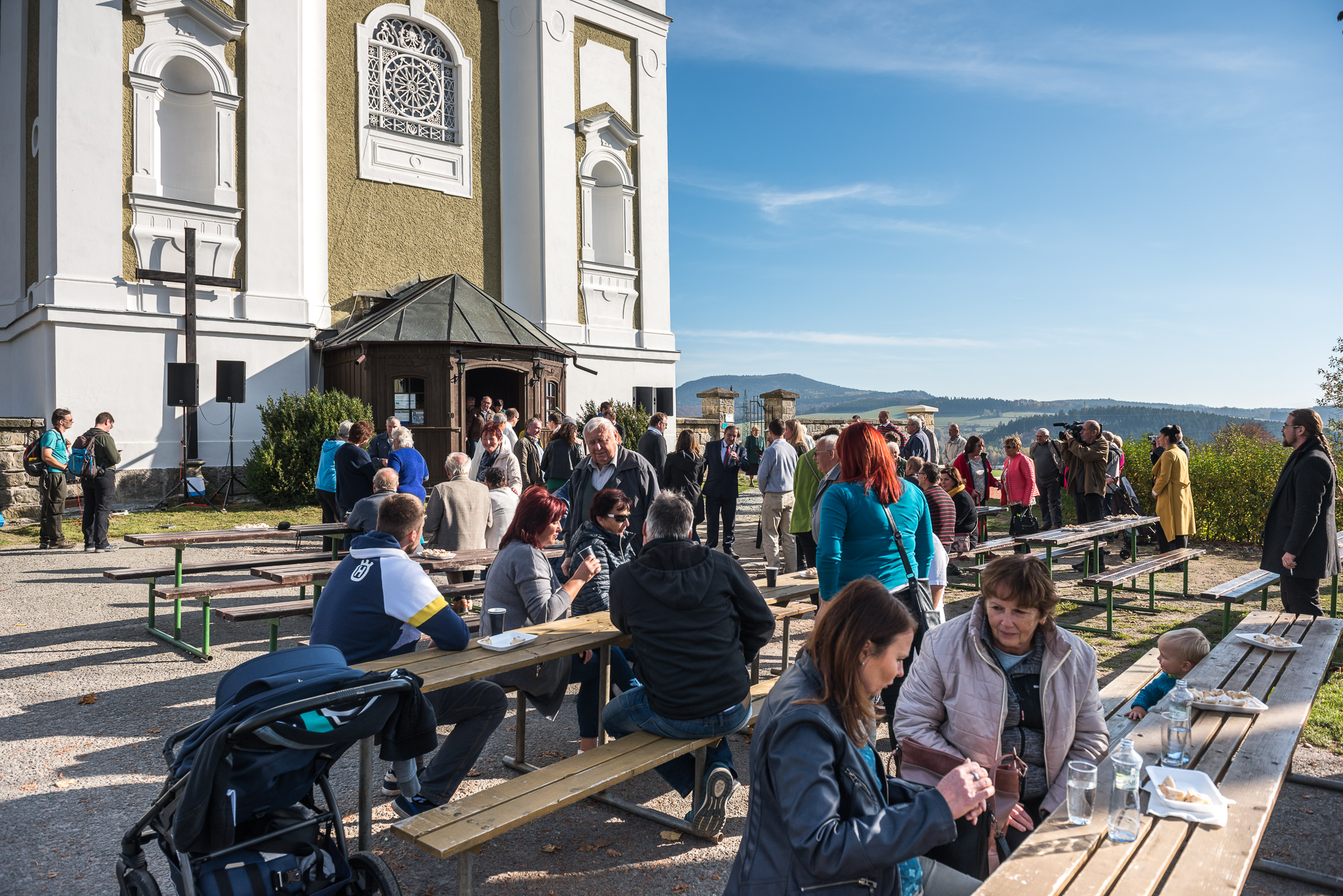
Svěcení fasády kostela sv. Prokopa v Bezděkově nad Metují
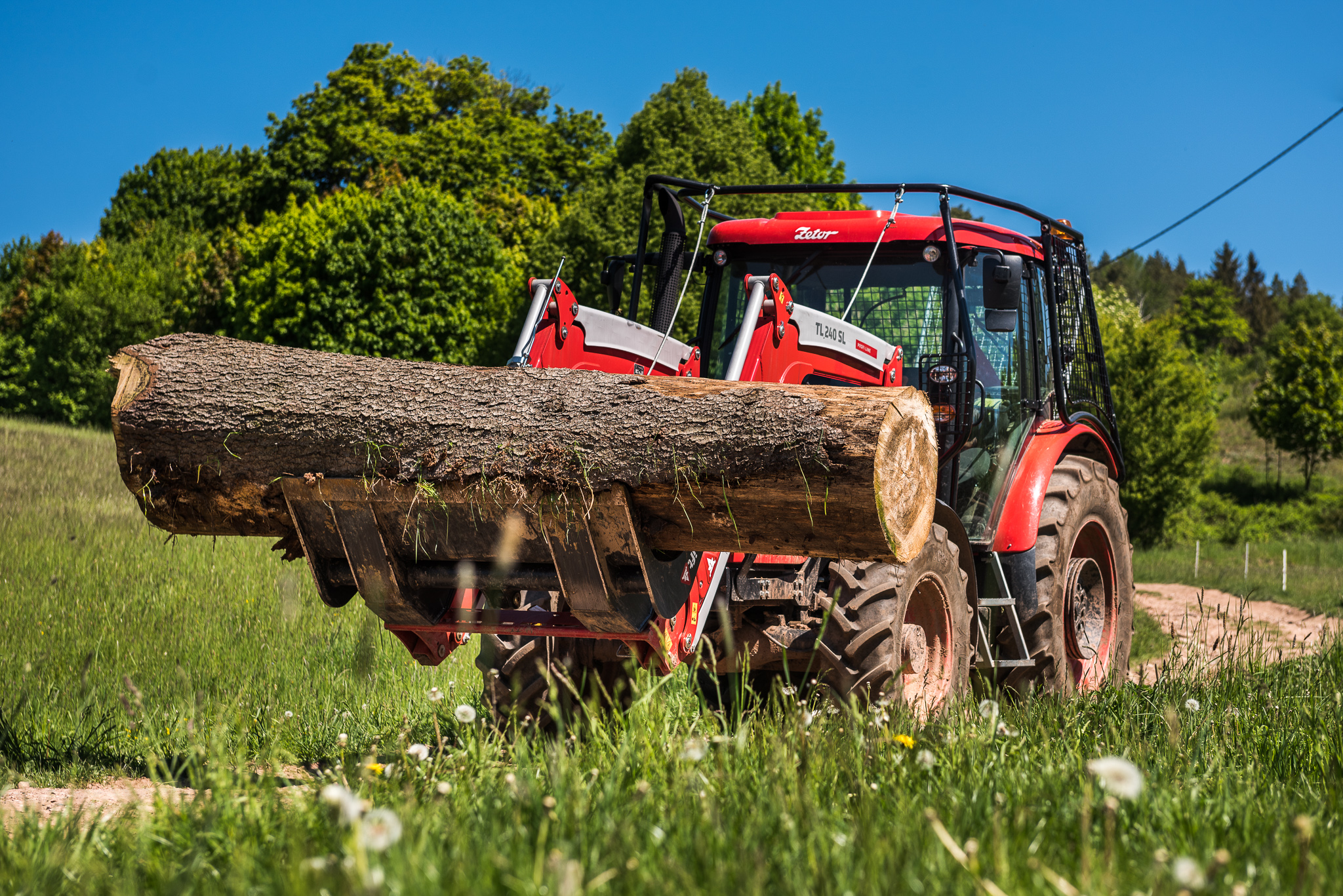
Lesní traktor v Hronově
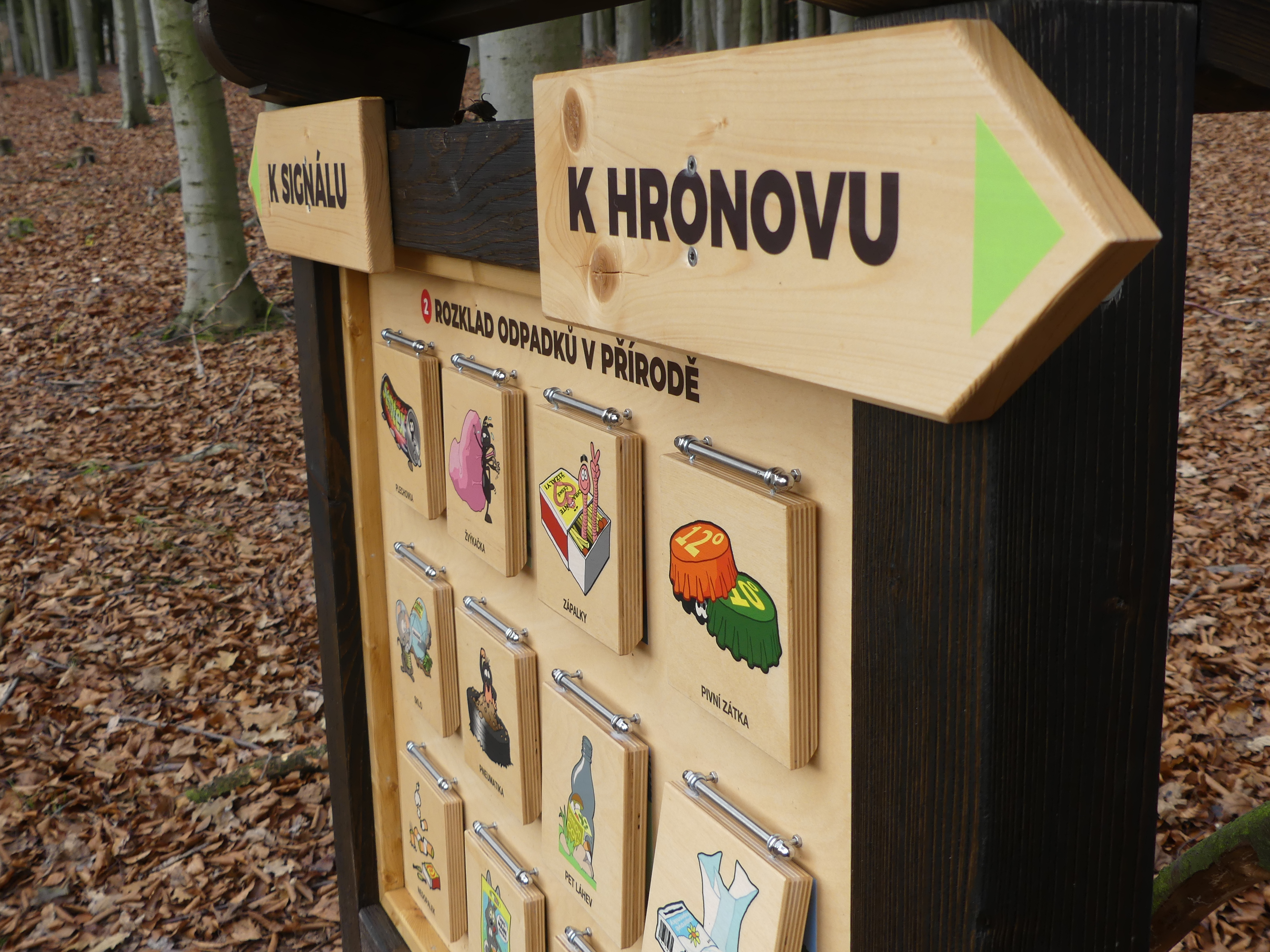
Naučná stezka mezi Hronovem a Velkým Poříčím
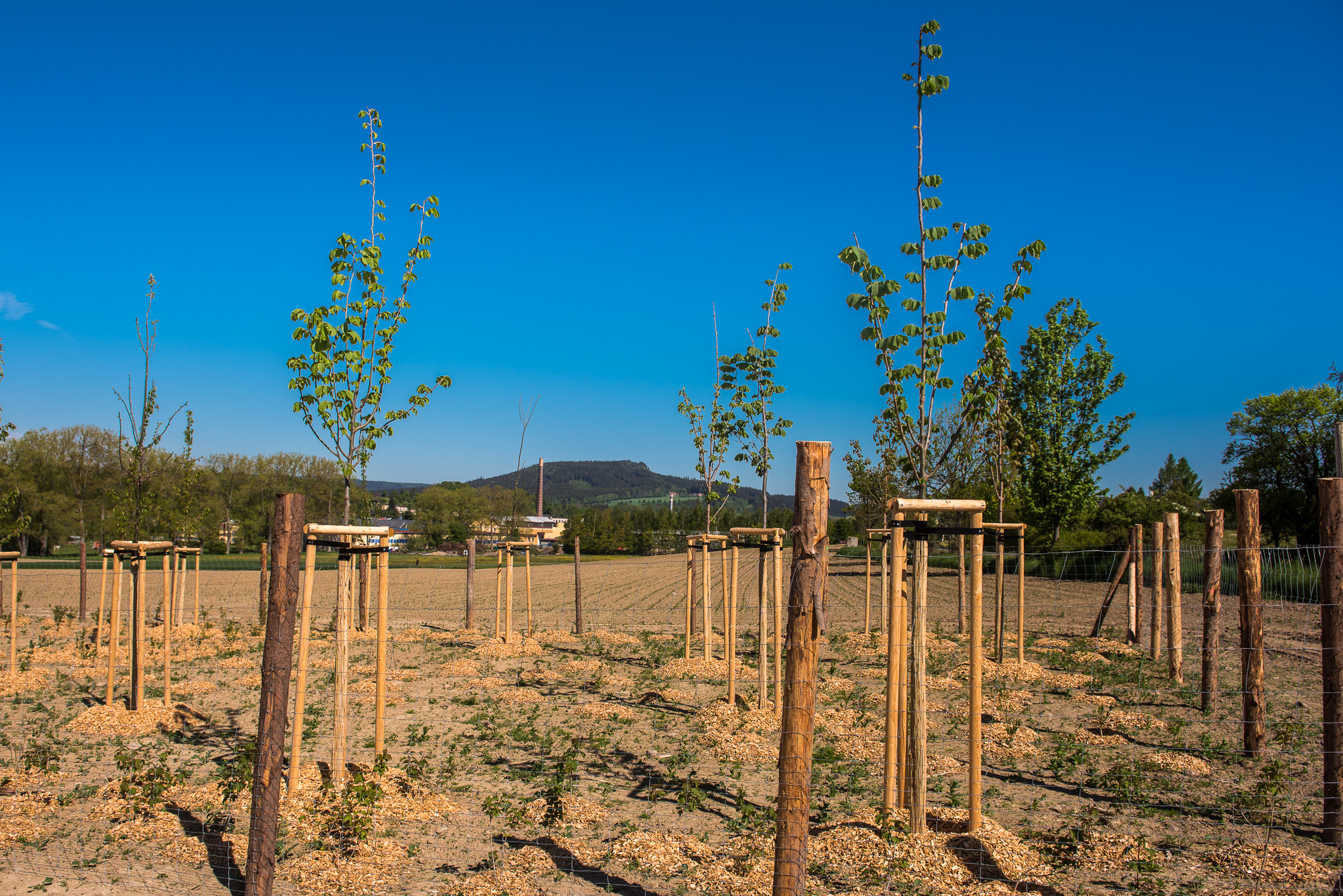
Výsadba dřevin v Polici nad Metují

## Rozvoj vzdělávání
Rozvoj vzdělávání je realizován ve spolupráci s MAS Mezi Úpou a Metují skrz Místní akční plán vzdělávání (MAP) na území Policka, Hronovska, Červenokostelecka, Českoskalicka a Náchoda. Smyslem projektu MAP je zajistit podporu vzdělávacím organizacím a všem, kterých se týká vzdělávání dětí a mládeže do 15 let. MAP podporuje spolupráci a komunikaci mezi vzdělavateli a rodiči. V projektu jsou zapojeni pedagogové, pracovníci škol, zaměstnanci vzdělávacích zařízení a rodiče. Společně připravujeme konference, workshopy, semináře a projektové dny. Hlavními tématy jsou čtenářská a matematická gramotnost, rovné příležitosti, předškolní vzdělávání, kariérové poradenství, kyberšikana a globální rozvojové vzdělávání. Cílem projektu je spokojené a vzdělané dítě, které je připravené na život.

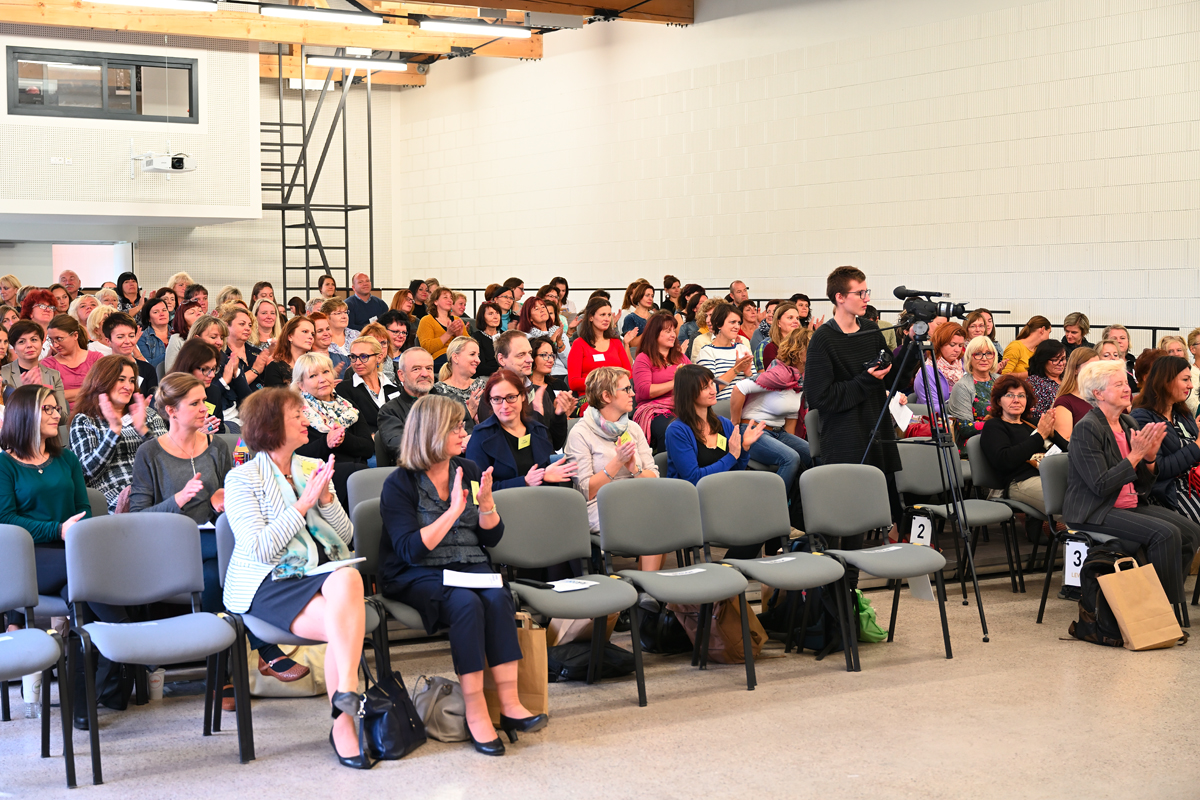
Konference Učení pro život
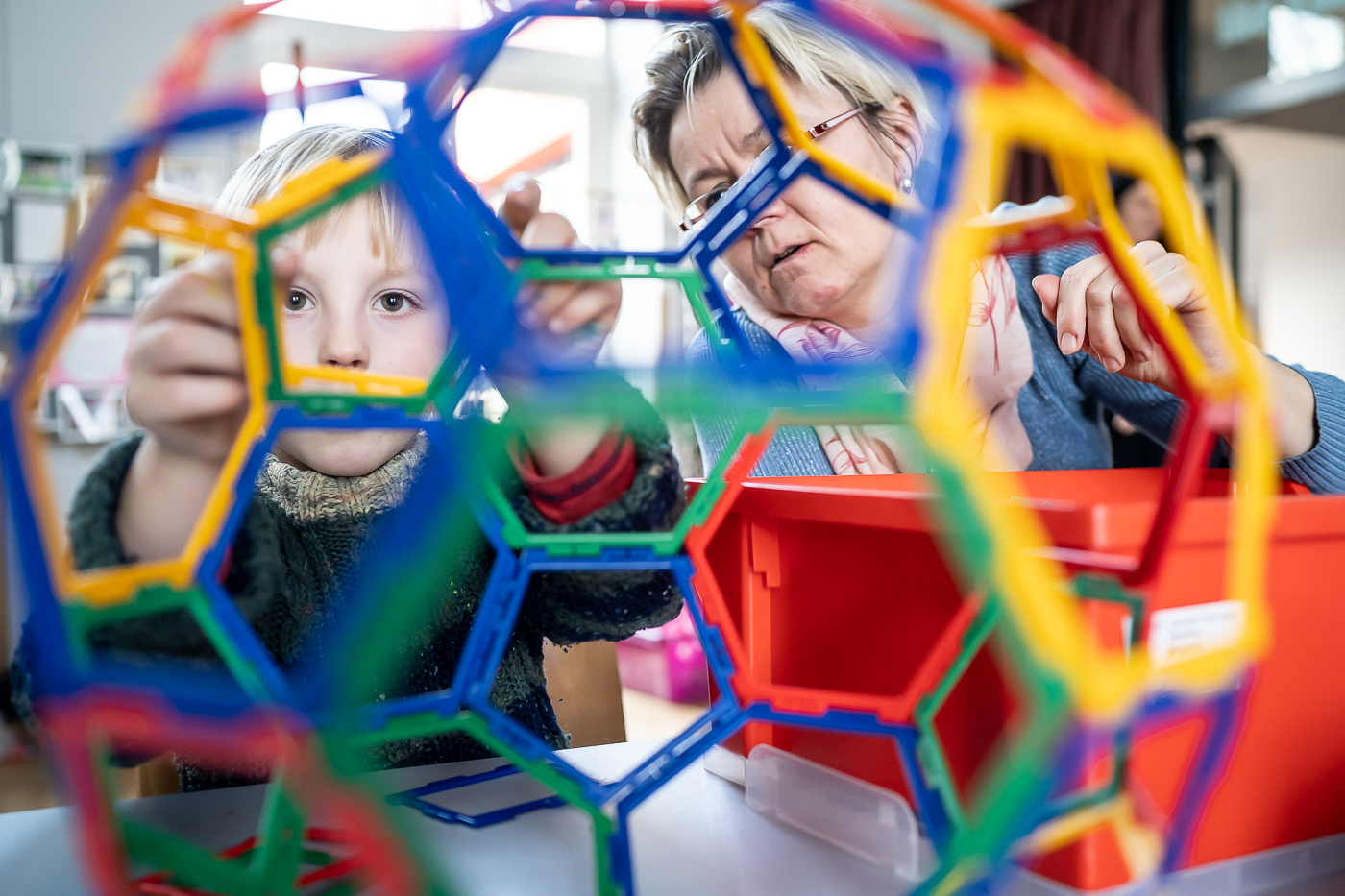
Minifestival předškolního vzdělávání
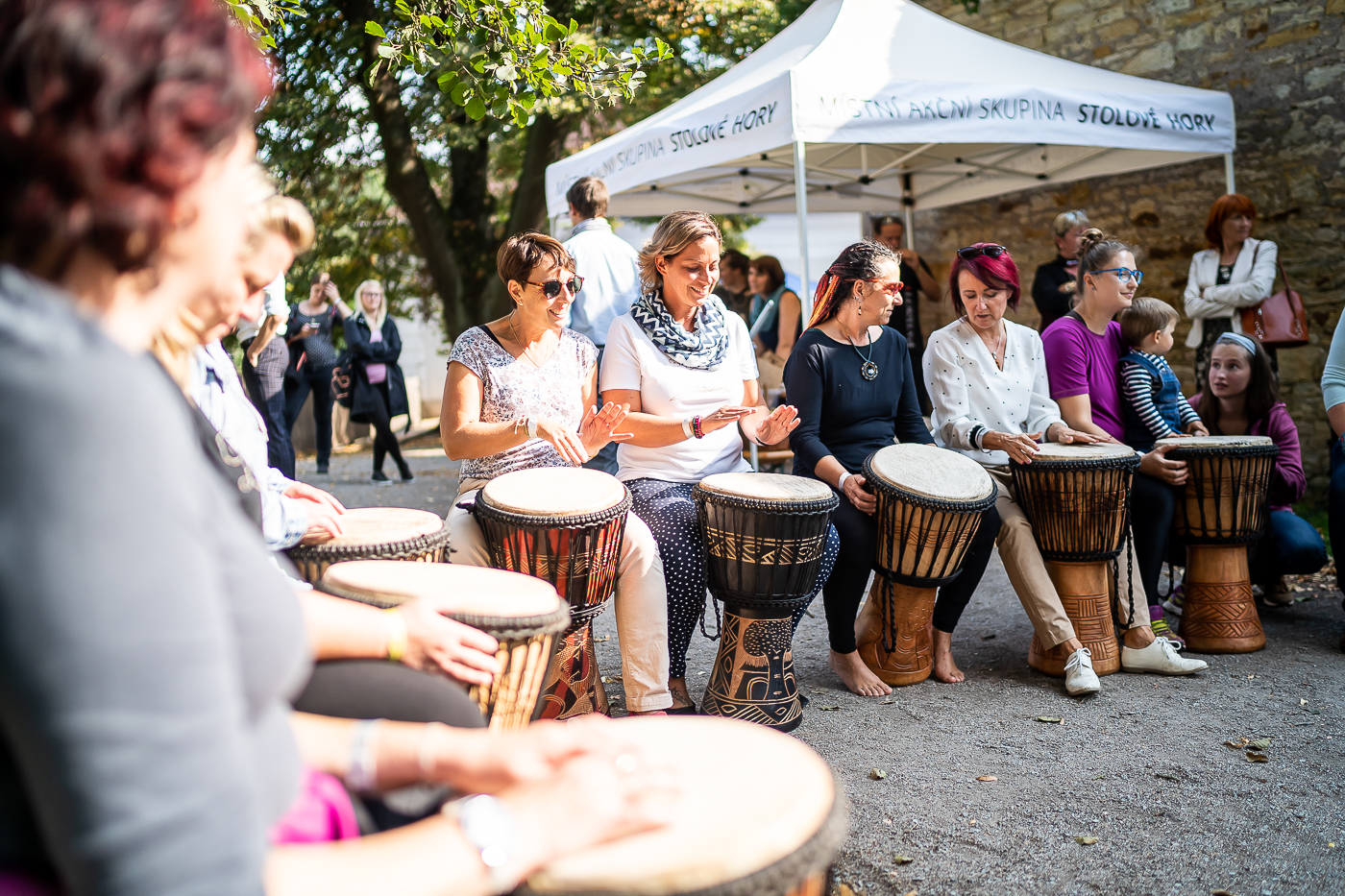
Konference MAP MAPu
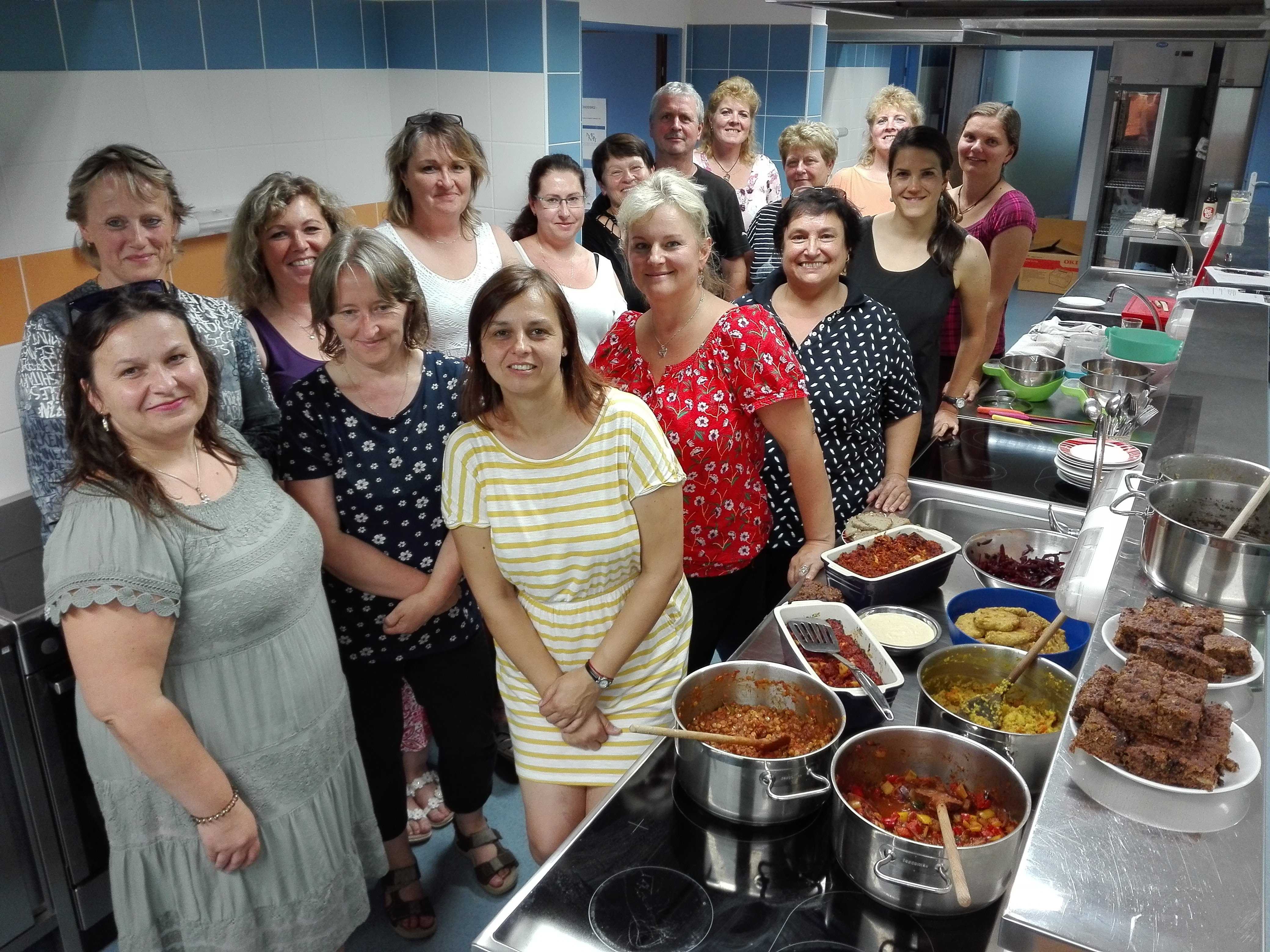
Workshop Zdravé stravování

## Další aktivity a projekty
Mimo dotační zaměření se MAS Stolové hory zaměřuje na další činnosti, které napomáhají rozvíjet region. Podpora soudržnosti je zásadní. MAS Stolové hory pořádá či spolupořádá akce, které prohlubují znalosti v oblasti vzdělávání, školství, přírody a krajiny. Ani kulturní a společenský život nestojí na okraji zájmu, takže jsou podporovány neziskové organizace v regionu. Dále jsou organizována setkání pro kolegy z ostatních MAS nejen z Královéhradeckého kraje, ale i celé republiky nebo také setkání se zástupci obcí.
Dá se vypíchnout například výsadba lípy svobody ve Stárkově v roce 2018, pořádání workshopu "Jak na komunitní projekty" ve spolupráci s Nadací VIA nebo pořádání semináře o agrolesnictví.

V květnu 2020 MAS Stolové hory nominovala jabloň u Lidmanů z Machovské Lhoty do ankety Strom roku za podpory současného majitele restaurace a penzionu U Lidmanů, městyse, místní školy a zahrádkářů a Kladského pomezí o. p. s. V říjnu 2020 proběhlo vyhlášení výsledků ankety, ve které jabloň zvítězila a postoupila tak do evropského kola soutěže, kde se umístila na 7. místě.

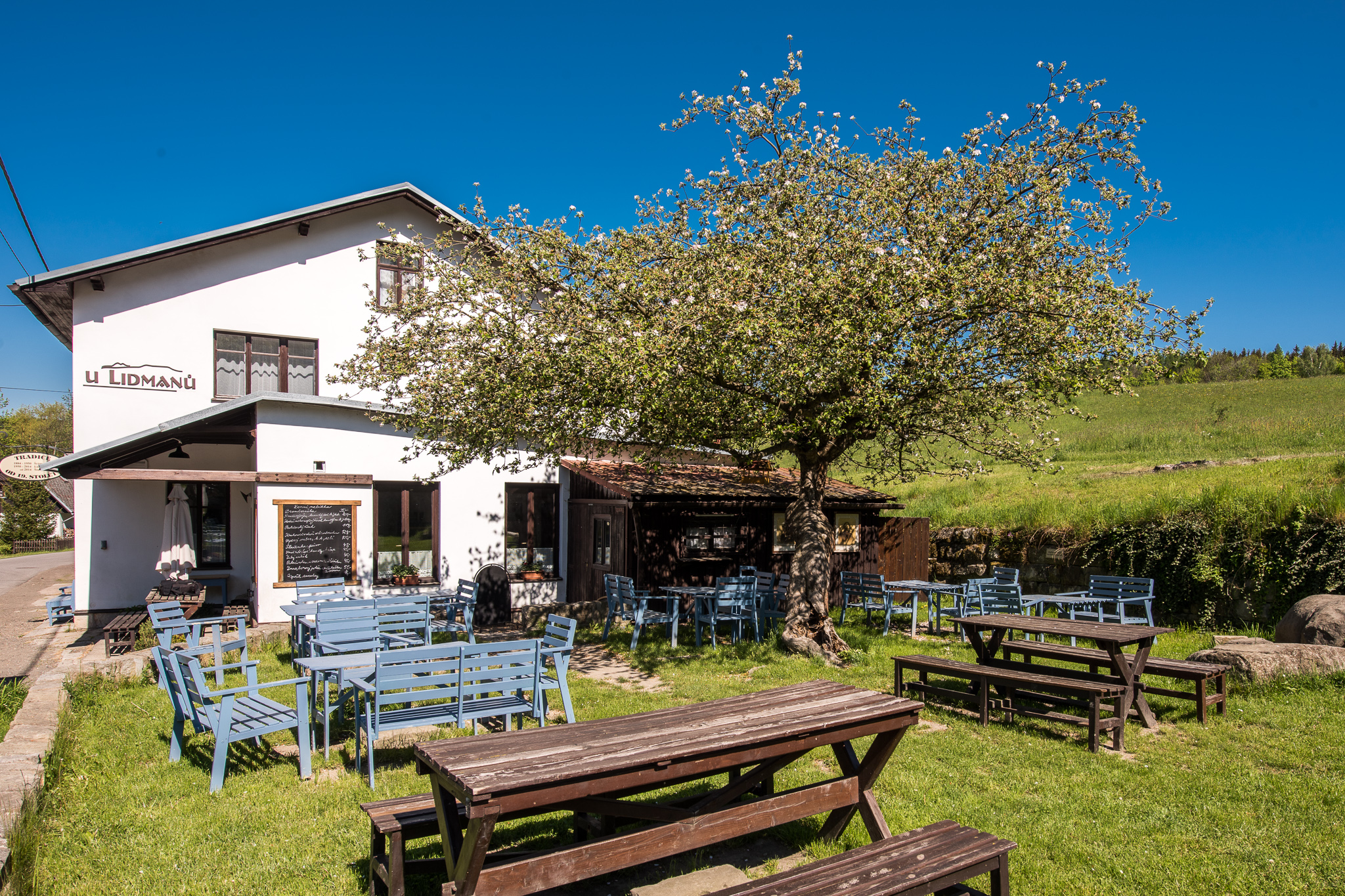
Strom roku 2020 - jabloň U Lidmanů
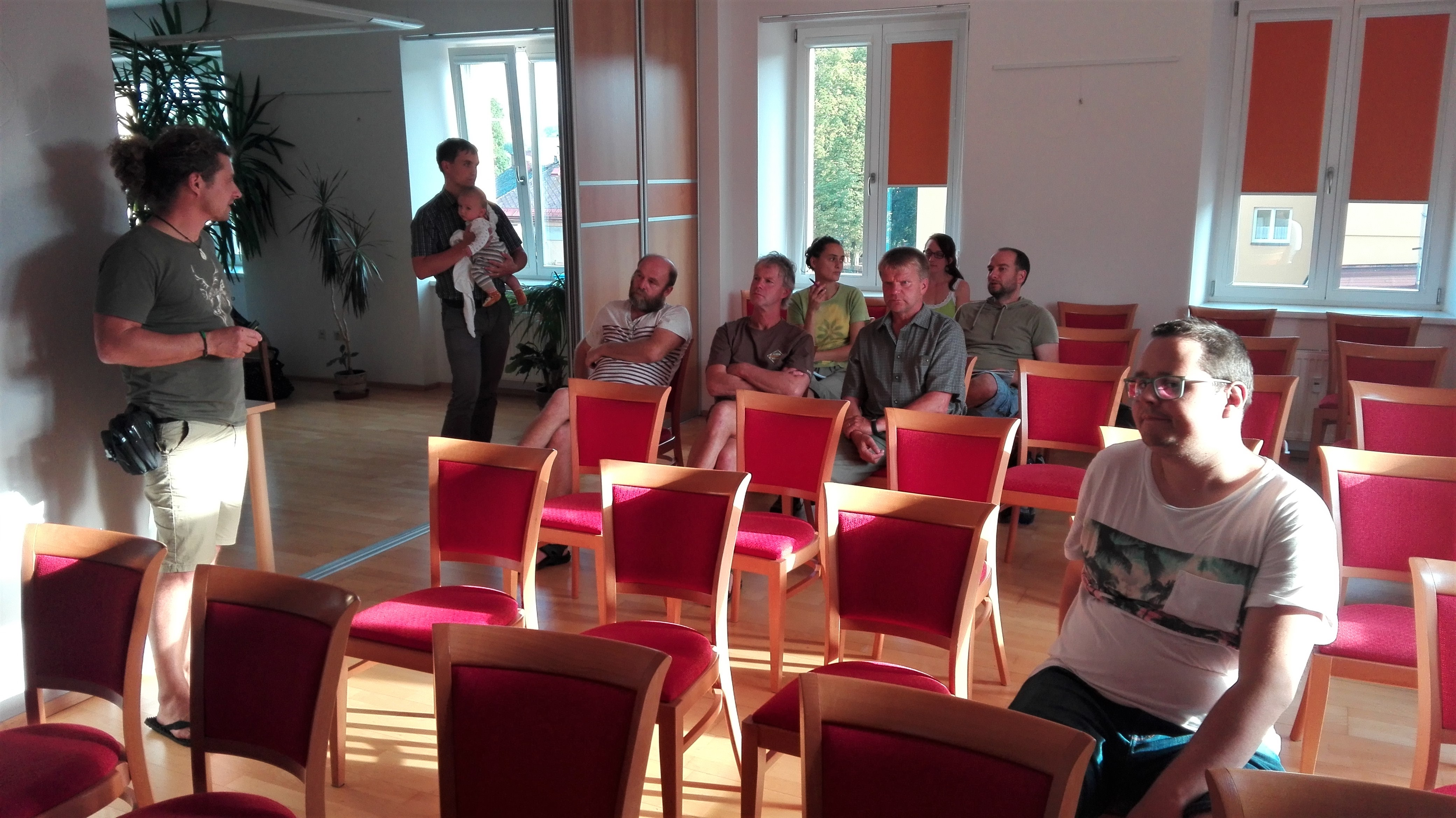
Seminář o agrolesnictví
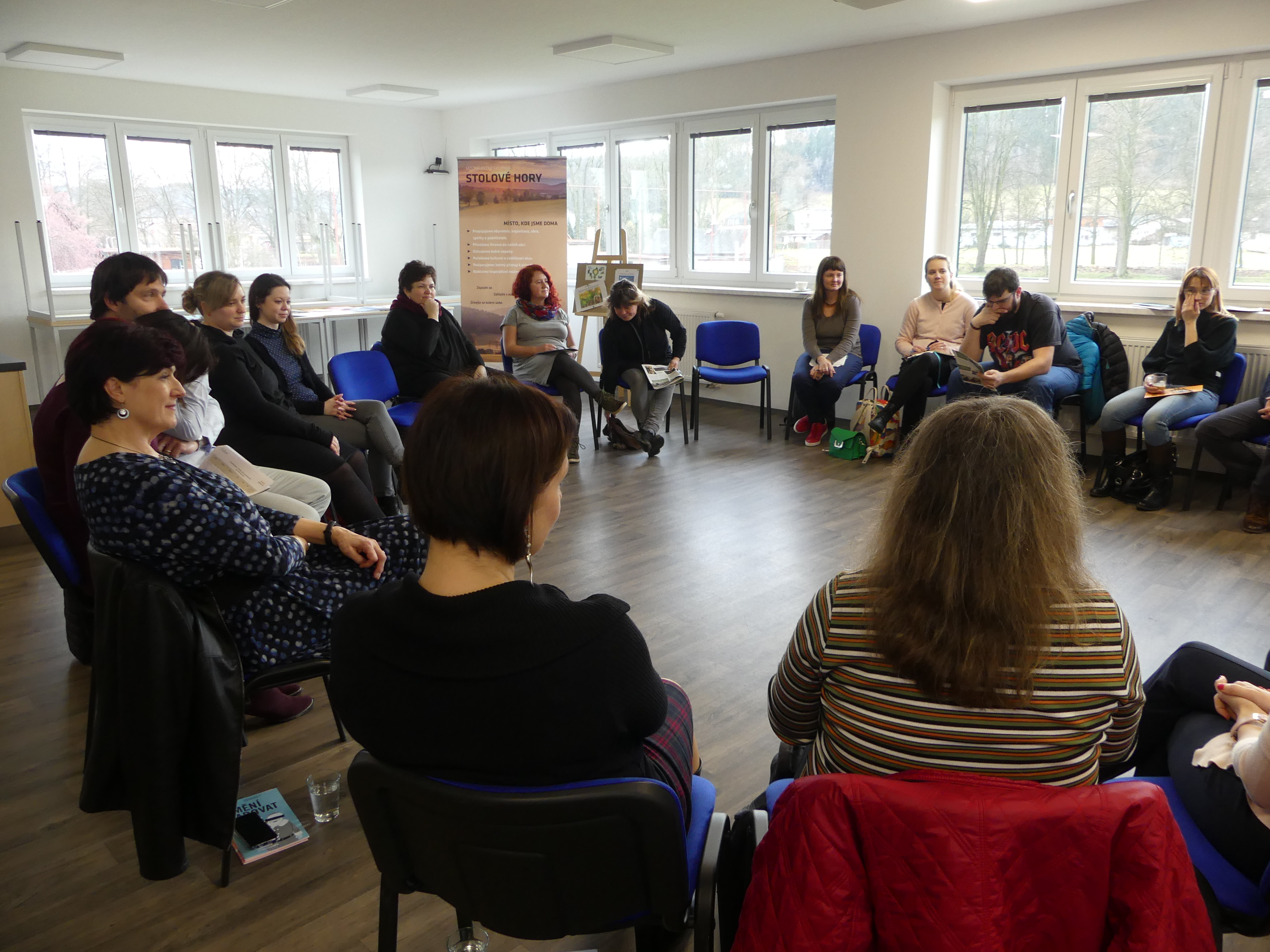
Workshop "Jak na komutní projekty"
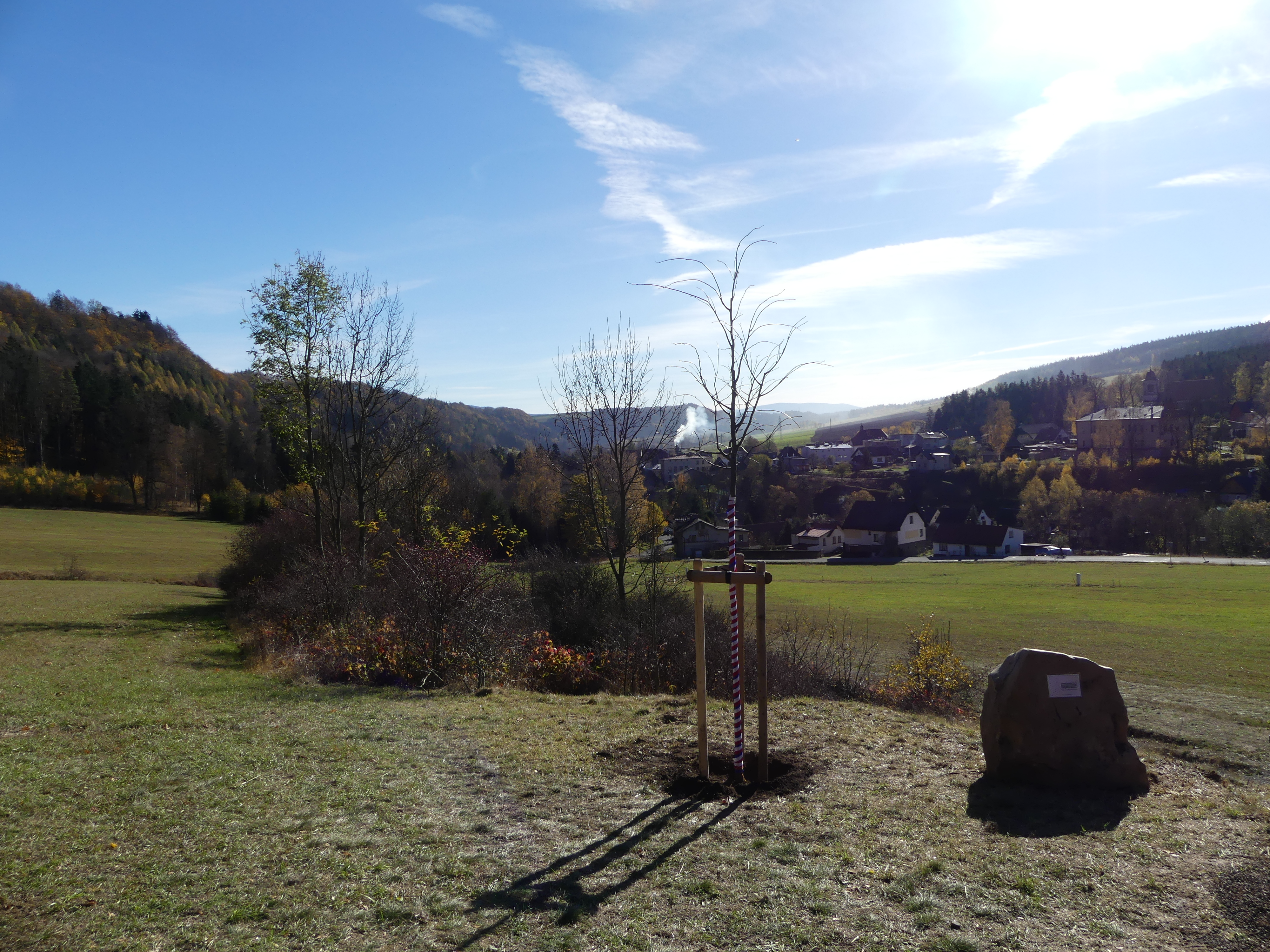
Lípa svobody ve Stárkově

## Obecně o místních akčních skupinách
Místní akční skupiny jsou společenstvím venkovských obyvatel, neziskových organizací, soukromé podnikatelské sféry a veřejné správy (obcí, svazků obcí, a institucí), nezávislým na politickém rozhodování. Pomáhají vašim nápadům od vzniku, přes jejich financování až po realizaci. Podporují rozvoj podnikání, pečují o krajinu, rozvíjí vzdělávání a sociální programy. Jsou tu pro všechny, kteří na venkově žijí a pracují.
Místních akčních skupin je po celé ČR takřka 180 a pokrývají drtivou většinu jejího území (mimo města nad 25 tis. obyvatel). Propojují tisíce drobných podnikatelů, neziskových organizací, obcí a veřejných institucí. Společně s nimi aktivují ekonomický, sociální a environmentální rozvoj ve svých regionech, zlepšují kvalitu života a pomáhají venkovu vyrovnávat se s místními i celosvětovými trendy a hrozbami. Podporují chytré a inovativní nápady, iniciují spolupráci a síťování, strategicky plánují.